# Le Jeu de l'amour et de la mort
Le Jeu de l'amour et de la mort est une série de romans de Juliette Benzoni parus de 1999 à 2001 publiée chez Plon. 

## Personnages

### Personnages historiques
- Jean de Batz

### Autres personnages
- Anne-Laure de Laudren, marquise de Pontallec, devenue Laura Adams

## Romans
- Un homme pour le Roi (1999)
- La Messe rouge (2000)
- La Comtesse des ténèbres (2001)